# Alumbre de potasio
El alumbre potásico, alumbre de potasio o sulfato de aluminio y potasio (denominado también Alumbre napolitano o Alum) es una sal doble de aluminio y potasio hidratada (con 12 moléculas de agua) cuya fórmula es KAl(SO4) 2.12H2O, se trata de una sal cristalina muy soluble en agua de ligero sabor entre dulce y astringente. Esta sal se presenta en forma de cristal y corresponde a la categoría de alumbres, y es el más común de ellos. Fue caracterizado por primera vez en el año 1754 por Margrat.

## Origen
El alumbre potásico se encuentra como mineral en la naturaleza (recibe el nombre de alumbre-(K)) pero es muy raro. Lo que se conoce históricamente como alumbre y lo que se extraía en las minas de alumbre era realmente alunita y otros sulfatos, de los que se obtenía el alumbre potásico por tostación y lixiviación. Los minerales aluminosos utilizables se forman en las solfataras (una combinación de ácidos sulfúricos y anhídridos sulfúricos) sobre las rocas que contienen sales alumínico potásicas. Se puede encontrar también en pizarras bituminosas, así como en yacimientos de hulla y de lignito, formados por reacción del ácido sulfúrico producido en la oxidación de la pirota con silicatos de aluminio.
En España hay yacimientos de minerales de los que se ha obtenido históricamente alumbre potásico en Rodalquilar, Calanda, Ariño, Rubiana, Alloza, Mazarrón entre otros. En México hay yacimientos de este mineral en Santa Cruz de Juventino Rosas en el estado de Guanajuato.

## Caracterización
Se puede caracterizar por proporcionar un color violeta a la llama. Las disoluciones acuosas presentan valores acidulantes del pH. Cuando se añaden sales de bario a la disolución acuosa de esta sal aparece un precipitado blanco insoluble en ácidos diluidos (Sulfatos). Si se calienta en presencia de nitrato de cobalto se forma el Azul de Thénard (que es aluminato de cobalto considerado como un Pigmento inorgánico).
Este tipo de sal suele contener impurezas de metales y algunos cloruros, siendo los candidatos: Hierro, sodio, calcio, manganeso, cloruros, amonio, rubidio y cesio.

## Usos
Es una sal astringente que se emplea para aclarar las aguas turbias colocándose en los filtros donde pasan las corrientes; sirve de mordiente en tintorería y de cáustico en medicina, curtido de pieles, para borrar cicatrices por su composición a base de aluminio y potasio  endurecedor del yeso. Se emplea en la fabricación de papel y antitranspirantes.
En medicina, en paciente urológicos que tienen recurrentes hemorragías de origen vesical, se puede usar alumbre, que provoca detención del sangrado, ya que produce cauterización de los vasos y a su vez fibrosis de la mucosa.
Posee una acción bactericida y es empleado en algunas culturas como conservante, por ejemplo en Marruecos ponen unos cristales de Alumbre potásico dentro del recipiente donde guardan las semillas de Peganum harmala, y de esta forma evitan la contaminación por bacterias.
Se utiliza, por su acción bactericida, como un eficaz desodorante natural.
En alimentación posee el código de conservante alimenticio: H 10068 y se suele emplear como aditivo para evitar la maduración de los plátanos. En la Unión Europea el sulfato doble de aluminio y potasio dodecahidratado tiene el código E 522 y está autorizada su adición únicamente a dos tipos de alimentos y a unos límites máximos determinados. Estos tipos de alimentos son "huevos y ovoproductos elaborados", y "otros productos de confitería, incluidas las micropastillas para refrescar el aliento". El E 522 forma parte del grupo de las sales de aluminio. La última actualización de la evaluación de la seguridad de estas sales de aluminio como aditivos alimentarios fue realizada en 2018. El mismo aditivo está incluido en la norma de aditivos alimentarios del Codex Alimentarius con el código INS 522.
Se emplea en la industria de la fotografía para endurecer la gelatina de las películas a fin de proporcionar una protección adicional a la emulsión seca.

## Propiedades
- Raya: blanca
- Brillo: Vítreo
- Forma: botroidal-reniforme
- Tenacidad: frágil
- Exfoliación: imperfecta
- Dureza: 3
- Fractura: fibrosa
- Sabor: Astringente
- Óptica: poca birrefringencia

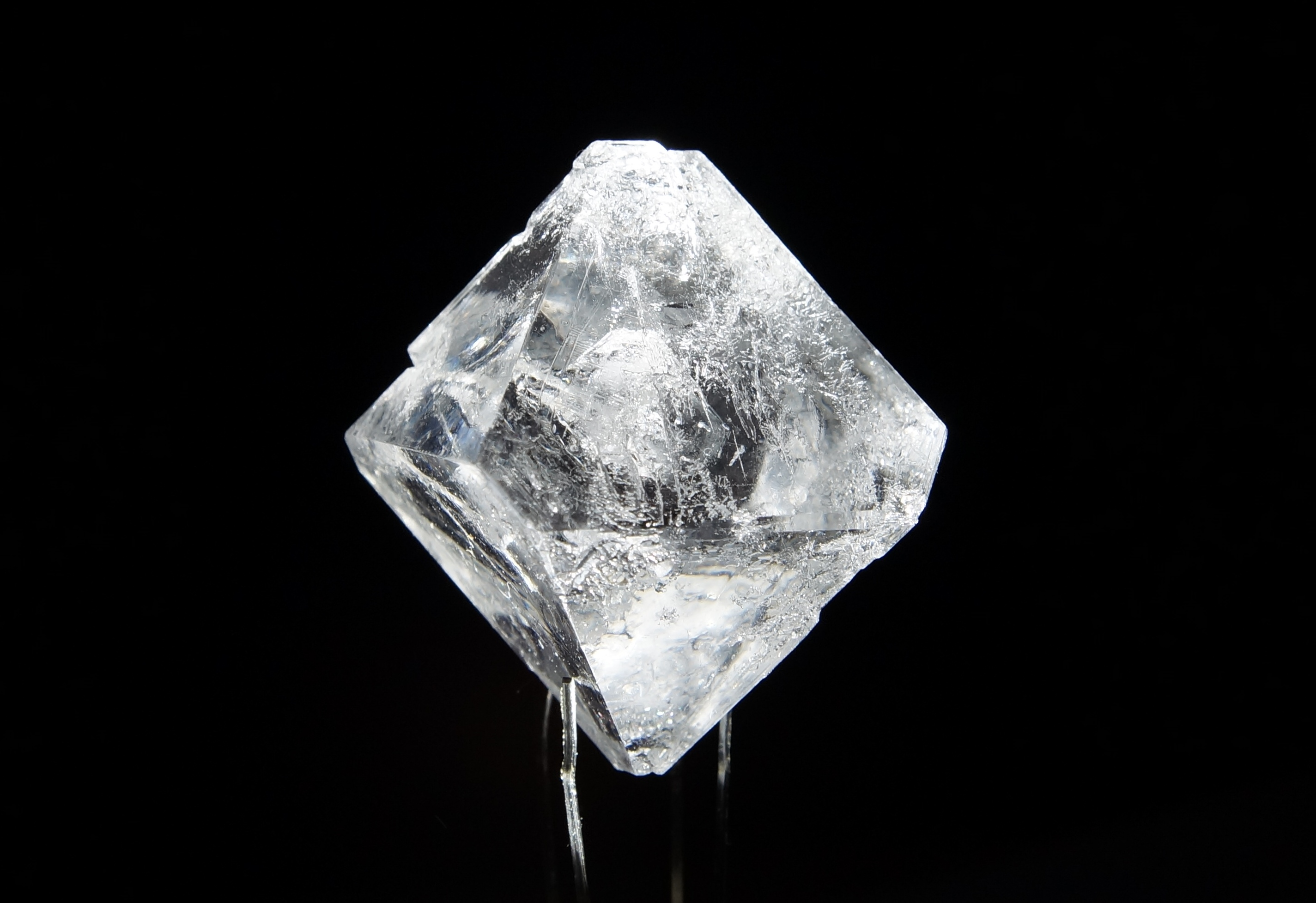

- Otros: fibroso, forma botroidal-reniforme, monoclínico